# Sistema exosolar
Un sistema exosolar es un conjunto formado por un sistema uniestelar o binario, más el o los planetas que orbitan a estos, lunas, cometas y asteroides. Se considera como sistema exosolar a la estrella que reúna condiciones similares a nuestro sistema solar. Se han descubierto estrellas que poseen su propio sistema solar, el que visto por nosotros es considerado «exosolar».